# ブランドン・バリエラ
ブランドン・ジョシュア・バリエラ（Brandon Joshua Barriera, 2004年3月4日 - ）は、アメリカ合衆国ニューヨーク州ニューヨーク市ブルックリン区出身のプロ野球選手（投手）。左投左打。MLBのトロント・ブルージェイズ傘下所属。

## 経歴
2016年にはU-12、2019年にはU-15のアメリカ合衆国代表にそれぞれ選出されている。
2022年のMLBドラフト1巡目（全体23位）でトロント・ブルージェイズから指名され、予定していたヴァンダービルト大学への進学を取りやめプロ入り。契約金は360万ドル。

## 詳細情報

### 代表歴
- 2016年 U-12パンアメリカン野球選手権大会 アメリカ合衆国代表
- 2019年  WBSC U-15ワールドカップ予選 アメリカ合衆国代表